# Banda (distrikt)
Banda (hindi: बांदा जिला) er et distrikt i den indiske delstat Uttar Pradesh. Distriktets hovedstad er Banda.

## Demografi
Ved folketællingen i 2011 var det 1.799.541 indbyggere i distriktet, mod 1.537.334 i 2001. Den urbane befolkning udgør 15,35 % af befolkningen.
Børn i alderen 0 til 6 år udgjorde 16,10 % i 2011 mod 19,74 % i 2001. Antallet af piger i den alderen per tusinde drenge er 917 i 2011.